# Пристанище Новоросийск
Пристанище Новоросийск е морско пристанище в Русия, сред най-големите пристанища на Черно море, разположено в залива Цемес, край град Новоросийск. То се счита за най-голямото в Краснодарския край. Открито е през 1845 г. Дължината му е 8 километра, а броят на кейовете се счита за най-големият сред всички пристанища в Русия. Пристанището обработва кораби с газене от 12,5 метра и товароносимост до 250 хиляди тона. Работата на пристанището Новоросийск спира само по време на пристигането на вятъра Nord-Ost, счита се за опасно за корабите. Обикновено това се случва през зимата.
Към 2014 г. 50,1% от акциите му са собственост на „Новопорт Холдинг“ ООД. („Транснефт“ и групата „Сума“ на Зиявудин Магомедов).